# 楊沔
楊沔（1486年—？），字東之，號隺臺，應天府句容縣人，軍籍，明朝政治人物。

## 生平
正德十一年（1516年）丙子應天府鄉試第一百八名舉人。嘉靖八年（1529年）中式己丑科進士。授南京大理寺左評事，轉本寺左寺正。出知廣西桂林府。母喪去官。 服闋，補江西贛州府知府，晉江西副使，備兵饒州。轉贵州左参政，以四川按察使入覲，引年乞休歸。

## 家族
曾祖楊隆一；祖父楊茂林；父楊惠，曾任縣主簿。嫡母趙氏；繼嫡母陳氏；生母杜氏。慈侍下。